# Johann Carl Andreae
Johann Carl Andreae (* 31. Oktober 1789 in Frankfurt am Main; † 5. November 1843 ebenda) war ein Bankier und Politiker der Freien Stadt Frankfurt.

## Leben
Andreae war der Sohn des Frankfurter Großkaufmanns und Politikers Johann Christoph Andreae (* 19. Mai 1736 in Frankfurt am Main; † 12. Juli 1789 ebenda) und dessen Ehefrau Maria Magdalena geborene Hoppe (1752–1821), der Tochter des Weinhändlers und Gastwirts Johann Mattheus Hoppe in Frankfurt am Main. Er heiratete 1812 Maria Johannetta Bansa (1794–1813), die Tochter des Bankiers und Weinhändlers Johann Matthias Bansa (* 4. März 1758 in Frankfurt am Main; † 28. November 1802 ebenda) und dessen Ehefrau, der Schriftstellerin Sophie Streiber (* 27. August 1762 in Eisenach; † 3. Juli 1842 in Frankfurt am Main). Nach dem Tod der ersten Ehefrau heiratete er 1815 deren Schwester Maria Sophia Bansa (1798–1854). Aus der zweiten Ehe ging der Sohn Hermann Victor Andreae hervor.
Andreae war Bankier in Frankfurt am Main. Er war Teilhaber der Firma Joh. Goll & Söhne. Von 1833 bis 1843 war er Mitglied und von 1838 bis 1843 Subsenior (stellvertretender Vorsitzender) der Frankfurter Handelskammer.
Er gehörte von 1828 bis 1834 dem Gesetzgebenden Körper an. 